# Домбровский, Франц Мартынович
Франц Мартынович Домбровский (1820—1866) — российский историк, этнограф, статистик и публицист; коллежский асессор.

## Биография
Франц Домбровский получил образование в Ришельевском лицее (вып. 1844) по отделению восточных языков, где изучил арабский, персидский и турецкий языки.
В 1845 году Домбровский приехал в Симферополь и поступил на службу переводчиком в канцелярию начальника Таврической губернии. В этой должности Ф. М. Домбровский основательно изучил татарское наречие, знание которого в значительной степени способствовало его дальнейшим работам. С преобразованием губернских учреждений Домбровский стал секретарём Таврического губернского статистического комитета и в то же время редактором неофициальной части «Таврических губернских ведомостей».
Несмотря на многочисленные служебные обязанности, огромное трудолюбие и редкая работоспособность Домбровского позволяли ему находить время для занятий сельским хозяйством и литературой. Он был деятельным членом Общества сельского хозяйства Южной России, в журнале которого поместил много своих статей, и постоянным корреспондентом «Одесского вестника». Кроме того, он иногда помещал статьи и в других провинциальных и столичных изданиях.
20 февраля 1865 года Франц Мартынович Домбровский вышел в отставку и после тяжкой и продолжительной болезни скончался 14 сентября 1866 года.
После него осталось много материалов, собранных для задуманных им работ, и почти готовые к печати труды, из которых наиболее значительны два: «О выселении татар в Турцию» и «Историко-статистическое описание Таврической губернии». Последнее легло в основание напечатанного в Памятной книжке Таврической губернии на 1867 год «Краткого историко-статистического обозрения Таврической губернии».
Двадцатилетние непрерывные труды по истории, этнографии и статистике Крыма сделали Домбровского одним из лучших знатоков края, и, как писатель, он занимает видное место в истории изучения Тавриды.
Литературная деятельность Ф. Домбровского начинается с 1830 года, когда он в сотрудничестве с другими лицами составил статью «Турецкие пословицы», напечатанную в «Одесском альманахе» на 1830 год. Затем последовал ряд работ, посвященных различным вопросам крымской жизни в прошлом и настоящем (см. раздел «Библиография»).